# Список самых дорогих книг России
Список самых дорогих книг России. В его основе лежит книга «100 самых дорогих книг и автографов России» и история продаж аукционного дома «Литфонд», охватывающая период с 2015 по 2022 годы. Данный список содержит только опубликованные книги, рукописи вынесены в отдельный список. Самая ранняя книга датируется 1558-59 годом (Четвероевангелие), самая поздняя — 1922 (Царь-девица).

## Самые дорогие книги России

### Изданные книги
Курсивным шрифтом обозначены конволюты и собрания, а не конкретная книга; жирным шрифтом — наличие автографа и авторских помет.
| №  | Название | Автор                      | Выходные данные издания | Год продажи | Цена продажи в руб. | Примечания и ссылки |
| -- | --- | -------------------------- | --- | ----------- | ------------------- | --- |
| 1  | Ладомир | Хлебников, В.              | 1920. Харьков. 30 с. 15,5×11 см | 2016        | 18 000 000          | Автограф автора. Единственное прижизненное издание, выпущенное тиражом 50 экземпляров                                     |
| 2  | Четвероевангелие Среднешрифтное | -                          | 1558-59. Москва, анонимная типография | 2021        | 17 000 000          | [ 3 ] |
| 3  | Стихотворения А. С. Пушкина | Пушкин А. С.               | СПб.: В Тип. Деп. Народного Просвещения, 1829—1835 | 2022        | 12 000 000          | В 4 томах |
| 4  | Граф Нулин. Сочинение Александра Пушкина | Пушкин А. С.               | СПб.: В Тип. Департамента народного просвещения, 1827. 32 с. | 2021        | 11 000 000          | [ 3 ] |
| 5  | Кобзарь | Шевченко Т. Г.             | СПб.: В Тип. Е. Фишера, 1840. Грав. фронт., 114 с. | 2015        | 11 000 000          | |
| 6  | Камень | Мандельштам О. Э.          | СПб.: Акмэ, 1913. [2], 34 с. | 2021        | 9 500 000           | Автограф Мандельштама — П. Н. Лукницкому                                                                                  |
| 7  | Цыгане | Пушкин А. С.               | М.: Тип. Августа Семена при Имп. Мед.-хирург. акад., 1827. 46 с. | 2021        | 8 500 000           | [ 3 ] |
| 8  | Повести, изданные Александром Пушкиным | Пушкин А. С.               | СПб.: В Тип. Х. Гинце, 1834. 2, 246, 4 с. | 2020        | 8 500 000           | |
| 9  | Русские сказки, содержащие древнейшие повествования о славных богатырях, сказки народные, и прочие оставшиеся через пересказывание в памяти приключения  | Лёвшин В. А.               | М.: В Университетской тип. у Н. Новикова, 1780—1783 | 2016        | 8 500 000           | 10-томное издание |
| 10 | Гамалия | Шевченко Т. Г.             | Пб.: В Тип. М. Ольхина, 1844. 12 с. | 2016        | 8 500 000           | |
| 11 | Острожская Библия. Библiа сиреч книгы Ветхаго и Новаго Завета, по языку словенску / Печатник Иван Федоров                                                | -                          | Острог: Тип. князя К. К. Острожского, 12 авг. 1581 (7089) | 2020        | 8 000 000           | |
| 12 | Древности Российского государства, изданные по Высочайшему повелению                                                                                     | Солнцев Ф. Г.              | М.: Хромолитография Ф. Дрегера, 1849—1853 | 2019        | 8 000 000           | Полный комплект в издательском кофре. Неразрезанный экземпляр                                                             |
| 13 | Коллекция изданий, вышедших при жизни Марины Цветаевой: «Вечерний альбом», «Волшебный фонарь» и другие.                                                  | Цветаева М. И.             | - | 2016        | 8 000 000           | |
| 14 | Конволют из трех прижизненных изданий А. С. Пушкина: «Руслан и Людмила», «Кавказский пленник», «Полтава»                                                 | Пушкин А. С.               | Руслан и Людмила. Поэма в шести песнях. Соч. А. Пушкина. СПб.: Тип. Н. Греча, 1820. 142 с. Кавказский пленник, повесть. Соч. А. Пушкина. СПб.: Тип. Н. Греча, 1822. 53 с. Полтава, поэма Александра Пушкина. СПб.: Тип. Департам. народного просвещения, 1829. VII, [5], 90 c. | 2022        | 7 500 000           | [ 7 ] |
| 15 | Борис Годунов | Пушкин А. С.               | СПб: В Тип. Департамента Народного Просвещения, 1831. 6, 142 c. | 2021        | 7 000 000           | Первое издание трагедии                                                                                                   |
| 16 | Коронационный сборник с соизволения Его Императорского Величества Государя Императора                                                                    | Кривенко В. С.             | В 2 т. СПб.: Экспед. загот. гос. бумаг, 1899 | 2021        | 7 000 000           | Именной экземпляр королевы эллинов Ольги Константиновны                                                                   |
| 17 | Слово о полку Игореве: ироическая песнь о походе на половцов удельнаго князя Новагорода-Северскаго Игоря Святославича, писанная старинным русским языком | -                          | М.: В Сенатской тип., 1800. VIII, 46, [1] с. | 2019        | 6 750 000           | |
| 18 | Стихотворения М. Лермонтова | Лермонтов М. Ю.            | СПб.: Тип. Ильи Глазунова и К°, 1840. 4, 168, 4 с. | 2020        | 6 500 000           | |
| 19 | Миргород. Повести, служащие продолжением Вечеров на хуторе близ Диканьки                                                                                 | Гоголь Н. В.               | В 2 ч. СПб.: В Тип. Департамента Внешней Торговли, 1835. Ч. 1: 224 с., ч. 2: 215 с. | 2017        | 6 500 000           | |
| 20 | Деяния Петра Великого, мудрого преобразователя России, собранные из достоверных источников и расположенные по годам                                      | Голиков И. И.              | 12 ч. М.: В Университетской тип., у Н. Новикова, 1788—1789. Дополнение к деяниям Петра Великого. В 18 т. М.: В Университетской тип., у В. Окорокова, 1790—1797 | 2016        | 6 500 000           | |
| 21 | Руслан и Людмила. Поэма в шести песнях | Пушкин А. С.               | СПб.: В Тип. Н. Греча, 1820. 142 c. | 2021        | 6 000 000           | Первое издание первой книги                                                                                               |
| 22 | Царь-девица | Цветаева М. И.             | Пб.; Берлин: Эпоха, 1922. 160 с. | 2017        | 5 750 000           | Изъятое из продажи в СССР издание с автографом, адресованным Борису Пастернаку, а также с авторскими рукописными правками |
| 23 | Сын отечества (подборка журналов) | -                          | - | 2016        | 5 750 000           | 180 томов в 138 переплётах                                                                                                |
| 24 | Миргород. Повести, служащие продолжением Вечеров на хуторе близ Диканьки                                                                                 | Гоголь Н. В.               | В 2 ч. СПб.: Тип. Департ. внеш. торг., 1835. | 2022        | 5 500 000           | |
| 25 | История российская от древнейших времен | Щербатов М. М.             | В 7 т. (15 кн.)] Т. 1-7 (15 кн.). СПб.: При Имп. Акад. наук, 1770—1791. | 2022        | 5 500 000           | |
| 26 | Сочинения Державина | Державин Г. Р.             | В 5 ч. Ч. 1-4. СПб.: Тип. Шнора, 1808. Ч. 1: 321 с., ч. 2: 317 с., ч. 3: 237с., ч. 4: 330 с. | 2021        | 5 500 000           | С автографом автора графу С. Р. Воронцову                                                                                 |
| 27 | Материалы для русской иконографии | Ровинский Д. А.            | В 12 вып. СПб.: Экспедиция Заготовления Государственных Бумаг, 1884—1891 | 2017        | 5 500 000           | Тираж 125 экземпляров |
| 28 | Собрание из 29 собственных и переводных книг Н. Гумилева                                                                                                 | Гумилев Н. С.              | 29 книг, в том числе «Путь конквистадоров», «Романтические цветы», «Фарфоровый павильон» и др. | 2016        | 5 500 000           | Семь книг с автографами                                                                                                   |
| 29 | Муравейник, литературные листы, издаваемые неизвестным обществом неученых людей                                                                          | Жуковский В. А.            | № I—V. [СПб.], 1831. 32 с., 31 с., 32 с., 23 с., 22 с. 19,8×13,5 см | 2021        | 5 000 000           | |
| 30 | Избранное. Борис Пастернак | Пастернак Б. Л.            | М.: Советский писатель, 1948. 160 с., 1 л. порт. | 2018        | 5 000 000           | Книга из уничтоженного тиража                                                                                             |
| 31 | Вечер. Стихи | Ахматова А. А.             | СПб.: Цех поэтов, 1912. 1 л. фронт., 92 с. | 2016        | 5 000 000           | Экземпляр с автографом и авторской правкой                                                                                |
| 32 | Муравейник, литературные листы, издаваемые неизвестным обществом неученых людей                                                                          | Жуковский В. А.            | № I—V. [СПб.], 1831. 32 с., 31 с., 32 с., 23 с., 22 с. 19,8×13,5 см | 2022        | 4 800 000           | |
| 33 | Евгений Онегин, роман в стихах | Пушкин А. С.               | СПб.: В Тип. Департамента народного просвещения, 1827—1832 | 2019        | 4 600 000           | |
| 34 | Размышления о греческой истории, или о причинах благоденствия и несчастия греков                                                                         | Радищев А. Н. (пер. с фр.) | Пб.: Иждивением Общества старающегося о напечатании книг; при Императорской Академии наук, 1773. 2, 235 с. | 2016        | 4 600 000           | Первая книга А. Н. Радищева. Издана тиражом 650 экземпляров                                                               |

### Рукописи и письма
| 1  | Тулумбас | Ремизов А. М.    | Париж, 1935—1936. 7 листов рукописного текста, 20 листов иллюстраций, 20 листов машинописи. 33×25 см. На русс., фр. и нем. языках | 2016 | 9 500 000 | Рукопись                                        |
| 2  | Уника | Ремизов А. М.    | Без предмета / А. Ремизова. Из IV части «Оли». Голова Львова. Париж, 11.IV.1934. Бумага, картон, тушь. 23 л.: ил. 29,8×19,6 см    | 2021 | 7 500 000 | Рукописная книга А. М. Ремизова с его рисунками |
| 3  | Ученик | Цветаева М. И.   | М., 1921. 7 с. 18,5×12 см. В обложке                                                                                              | 2023 | 7 250 000 | Рукописная книга Цветаевой                      |
| 4  | Рукопись Б. Пастернака, адресованная Л. Б. Каменеву. Вступительный комментарий и стихотворение «Ракета»                                                                     | Пастернак Б.     | Дат. Москва, 15/VI 1922. 7 с. [= 4 л.] 19,5×15 см                                                                                 | 2021 | 7 250 000 | Рукопись Бориса Пастернака                      |
| 5  | Записная книжка Анны Андреевны Ахматовой | Ахматова А. А.   | 1959 г. 13 л. 21×14 см | 2016 | 7 000 000 | Рукопись                                        |
| 6  | Письмо М. Цветаевой, адресованное писательнице Л. В. Веприцкой | Цветаева М. И.   | Дат. Голицыно, 29 января 1940 г. 4 с.                                                                                             | 2018 | 6 750 000 | [ 13 ]                                          |
| 7  | Рукописи А. И. Куприна: 3 статьи с правками и письмо к С. Ф. Штерну | Куприн А. И.     | Рукописи [1920]. 26 л., письмо 1920]. Бумага, черные чернила. 1 л. 26,8×20,8 см                                                   | 2020 | 6 500 000 | [ 14 ]                                          |
| 8  | Рукопись И. Бабеля "Справка из цикла «Одесские рассказы» | Бабель И. Э.     | Вторая половина 1920-е гг. [8] л., в тетради. 19,6×12,5 см                                                                        | 2021 | 6 000 000 | [ 15 ]                                          |
| 9  | Сценарий к фильму «Солярис» с многочисленными правками рукой А. Тарковского                                                                                                 | Тарковский А. А. | Москва, 1970. 90 листов, вложено 6 дополнительных рукописных листов. Рукопись и машинопись. 30,5×43,6 см                          | 2022 | 5 500 000 | [ 16 ]                                          |
| 10 | Рукопись интервью И. Бунина, собственноручно составленное на обороте рукописи «Тёмные аллеи»                                                                                | Бунин И. А.      | Париж, конец 1940-х годов. [12] с., рукопись и машинопись с правками                                                              | 2021 | 5 500 000 | [ 17 ]                                          |
| 11 | Уника | Ремизов А. М.    | Париж, 1936. 10 л. [ из них 3 л. ил.] 28×21 см                                                                                    | 2018 | 5 500 000 | Рукописная книга А. М. Ремизова с его рисунками |
| 12 | Шуточный договор поэта М. Кузмина на передачу попечительства о своем любовнике П. Маслове художнику К. Сомову и будущему личному секретарю и биографу С. Дягилева В. Нувелю | Кузьмин М. А.    | Дат. 12 июля 1906 года. Село Мартышкино, в доме Константина Сомова. [4] с. 21,3×13,5 см                                           | 2021 | 5 000 000 | [ 19 ]                                          |
| 13 | Письма и документы А. Парвуса (Гельфанда) | Парвус А. Л.     | - | 2018 | 5 000 000 | [ 20 ]                                          |